# Waikele, Hawaii
Waikele är en ort (CDP) i Honolulu County, i delstaten Hawaii, USA. Enligt United States Census Bureau har orten en folkmängd på 7 479 invånare (2010) och en landarea på 2,8 km².